# چیمبوته
چیمبوته (به انگلیسی: Chimbote) یک شهر در پرو است که در Santa Province واقع شده‌است.

## خصوصیات
چیمبوته ۳۳۴٬۵۶۸ نفر جمعیت دارد و ۴ متر بالاتر از سطح دریا واقع شده‌است.

## خواهرخوانده
شهرهای سان خوزه (کاستاریکا)، آسونسیون، بلو هوریزونته، بوئنوس آیرس، اوانکایو، مادرید، نانت، پنساکولا، فلوریدا، سیاتل، واشینگتن، یوکوهاما، پالما د مایورکا، لاس پالماس و جکسون‌ویل خواهرخوانده‌های چیمبوته هستند.